# Krixi, Kraxi und die Kroxn
Krixi, Kraxi und die Kroxn ist ein Musikprojekt, das von Natalie Ofenböck und Nino Mandl ins Leben gerufen wurde. 

## Geschichte
2011 wurde das Album Die Gegenwart hängt uns schon lange zum Hals heraus als Gratis-Download und Anfang 2012 als Kauf-CD beim Label Problembär Records veröffentlicht. Aufgenommen wurde unter Mitwirken der Kroxn, die auch aus bereits bekannten Größen der österreichischen Kulturszene (Ernst Molden, Dirk Stermann) besteht. Außerdem produzierten Robert Rotifer und der G-Stone-Recordings-DJ Urbs ihre Versionen des Titels Hallo für den Longplayer. Das Erstlingswerk wurde am 6. Februar 2012 erstmals vor Livepublikum im Wiener Stadtsaal vorgestellt.
2016 erschien Das grüne Album – Wiener Reise durch die Steiermark von Natalie Ofenböck & Der Nino aus Wien, allerdings nicht unter dem Namen Krixi, Kraxi und die Kroxn.

## Diskografie
- 2011: Die Gegenwart hängt uns schon lange zum Hals heraus (Album, Problembär Records)